# Caulotops agavis
Caulotops agavis är en insektsart som beskrevs av Reuter 1909. Caulotops agavis ingår i släktet Caulotops och familjen ängsskinnbaggar. Inga underarter finns listade i Catalogue of Life.